# Latzkó Andor
Latzkó Andor, külföldön Andreas Latzko (Budapest, 1876. szeptember 1. – Amszterdam, 1943. szeptember 11.) ausztriai magyar pacifista író. 

## Élete
Latzkó Károly kereskedő és Popper Jozefa fia. Középiskolai tanulmányait Budapesten végezte. Ezután jelentkezett egy évre önkéntesnek az Osztrák–Magyar Monarchia közös hadseregébe, majd a hadsereg tartalékos tisztjévé vált. Ezt követően Berlinbe ment, ahol először kémiai, később filozófiai tanulmányokat folytatott. Először magyarul írt. 1901-ben tette első kísérletét németül, mégpedig egy egyfelvonásos színjátékkal, melyet Berlinben is bemutattak. 

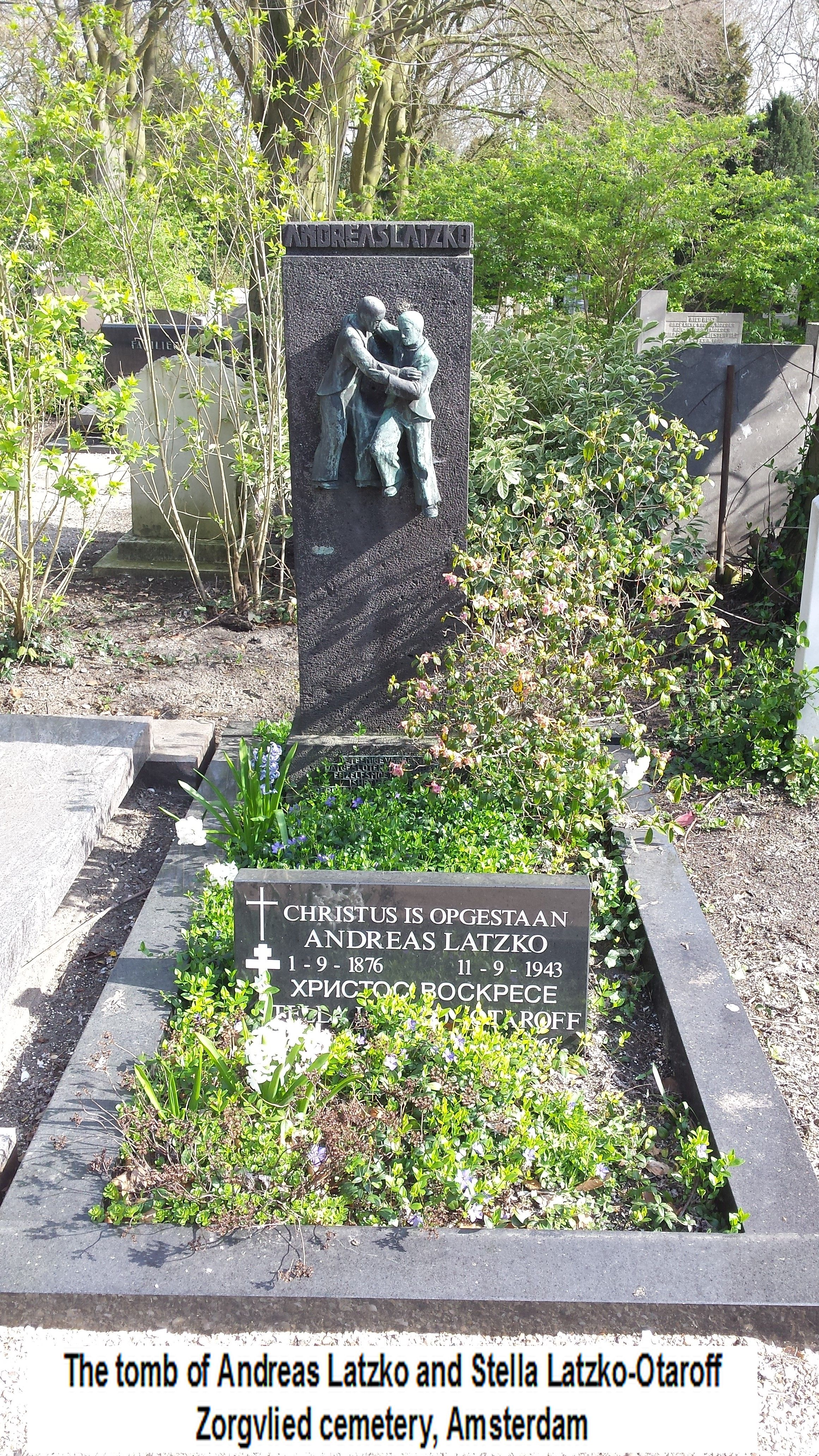
Latzkó Andor és felesége sírja az amszterdami Zorgvlied temetőben.

Újságíróként és utazó íróként Egyiptomba, Indiába, Ceylonba és Jávára tett utazásokat. Az első világháború elején, 1914 augusztusában, visszatért Európába, és a Monarchia tartalékos tisztje lett. Az Olaszország és Monarchia közötti háború kezdetén az isonzói frontra került. Megbetegedett maláriával, de mindaddig a frontvonalon kellett maradnia, amíg végül súlyos sokkot nem szenvedett Gorizia közelében egy olasz tüzérségi támadás során, és alkalmatlanná nem vált a szolgálatra. Nyolc hónapos kórházi kezelés után 1916 végén elengedték, és egy évre Svájcba küldték gyógykezelésre. 1917-ben Davosban hat novellát írt a Menschen im Krieg című könyvéhez, amelyben elmesélte az Isonzó-fronton átélt élményeit. A könyvet ugyanabban az évben tette közzé a zürichi székhelyű Rascher Kiadó, de a mű első kiadásakor neve nem került a könyvre. 
A könyv nagy siker lett, 19 nyelvre fordították le, majd valamennyi hadviselő országban betiltották. Latzkót a hadsereg főparancsnoka lefokozta. 1918-ra a könyv kiadása elérte a harmincháromezres példányszámot. 1918-ban jelent meg következő regénye, a Friedensgericht, amely hat részből állt és az osztrák katonák frontbéli élményeiről írt. „A háború kezdeményezőit és csatlósait soha nem feddték meg olyan könyörtelenül, mint Latzko" - írta a Berliner Tageblatt 1919 elején. Szintén 1918-ban jelent meg a Der wilde Mann című regénye, amely a nők elnyomásával foglalkozott, és amelyet Latzko "saját és minden feleségnek" ajánlott. 1918-ban a berni nemzetközi „Nőkonferenciához a népek közti megértésért"  eseményhez Nők a háborúban címmel írt szöveget. Svájcban találkozott Felix Berannal, Romain Rolland-dal és Stefan Zweiggel. A háború végén, 1918-ban, Latzko Münchenbe költözött és ott Gustav Landauerrel közösen tartott előadásokat. A cenzúra két előadását is megakadályozta Berlinben. A Bajor Tanácsköztársaság bukása után kiűzték Bajorországból, és Salzburgban telepedett le. Salzburgban megismerkedett Georg Friedrich Nicolaival, amikor meglátogatta a városban lakó Stefan Zweiget, aki 1917-ben kiadta A háború biológiája című könyvét. Latzko ismét újságíróként kezdett dolgozni és különféle újságcikkeket írt. A Hét nap című regénye 1929-ben jelent meg. 1931-ben Amszterdamba költözött, ahol 1943. szeptember 11-én halt meg. 1933-ban könyveit a nácik elégették.

## Művei
- Der Roman der Herrn Cordé (Fleischel, Berlin, 1906)
- Hans im Glück Lustspiel in drei Akten.
- Apostel. Komödie in drei Akten (Osterheld, Berlin 1911)
- Der wilde Mann (Rowohlt, Leipzig, 1913)
- Menschen im Krieg (Rascher, Zürich 1917)
- Friedensgericht (Rascher, Zürich 1918)
- Frauen im Krieg (Rascher, Zürich 1918)
- Der letzte Mann (Dreiländerverlag, München 1919)
- Sieben Tage (Krystall-Verlag, Vienna, 1931)
- Marcia Reale (Malik, Berlin, 1932)
- Lafayette (Rascher, Zürich, 1935)
- Der Doppelpatriot (szerk.: Szabó János, VUdAK, München-Budapest, 1993)
- Lebensfahrt. Erinnerungen (Gemeinsam mit Stella Latzko-Otaroff. Hg. Georg B. Deutsch. Frank und Timme, Berlin 2017)

## Magyarul megjelent kötetei
- A drámaíró - Víg monológ (Singer és Wolfner, Monológok, 103. füzet, 1901)
- Emberek s a háború (ford.: Moly Tamás, Franklin Társulat, 1920)
- Emberek a háborúban (ford.: Kállay Kotász Zoltán, Napkút Kiadó, 2017)
- Békebíróság (ford.: Szalai Lajos, Napkút Kiadó, 2021)

## Fordítás
- Ez a szócikk részben vagy egészben  az   Andreas Latzko című német Wikipédia-szócikk ezen változatának fordításán alapul.  Az eredeti cikk szerkesztőit annak laptörténete sorolja fel. Ez a jelzés csupán a megfogalmazás eredetét és a szerzői jogokat jelzi, nem szolgál a cikkben szereplő információk forrásmegjelöléseként.